# Lu Ping-en
Lu Ping-en (* 13. März 1997) ist ein taiwanischer Eishockeyspieler, der seit 2013 beim Silver Monster in der Chinese Taipei Ice Hockey League spielt.

## Karriere
Lu Ping-en spielt seit Beginn seine Karriere beim Klub Silver Monster in Taipeh in der Chinese Taipei Ice Hockey League.

### International
Im Juniorenbereich spielte Lu für Taiwan bei den U18-Weltmeisterschaften 2014 und 2011 sowie bei der U20-Weltmeisterschaft 2017 jeweils in der Division III. Außerdem stand er beim IIHF U20 Challenge Cup of Asia 2012 auf dem Eis.
Mit der taiwanischen Herren-Auswahl nahm Hsiao zunächst am IIHF Challenge Cup of Asia 2016, den er mit der Mannschaft gewinnen konnte, teil. Es folgten die Teilnahmen an den Weltmeisterschaften der Division III 2018 und 2022. Zudem vertrat er Taiwan bei der Olympiaqualifikationen für die Winterspiele in Peking 2022 und Mailand 2026.

## Erfolge und Auszeichnungen
- 2016 Gewinn des IIHF Challenge Cup of Asia